# Ptochophyle apseogramma
Ptochophyle apseogramma är en fjärilsart som beskrevs av Louis Beethoven Prout 1932. Ptochophyle apseogramma ingår i släktet Ptochophyle och familjen mätare. Inga underarter finns listade.